# جيش العلم الأسود
جيش العلم الأسود كانت بقايا منشقة من مجموعة من قطاع طرق تم تجنيدها بشكل كبير من جنود من عرقية التشوانغ عبروا الحدود في 1865 من قوانغشي في الصين إلي شمال فيتنام. على الرغم من أنهم قطاع طرق، إلا أنهم كانوا معروفين أساسًا بمعاركهم ضد القوات الفرنسية الغازية.